# Brauhaus Sion

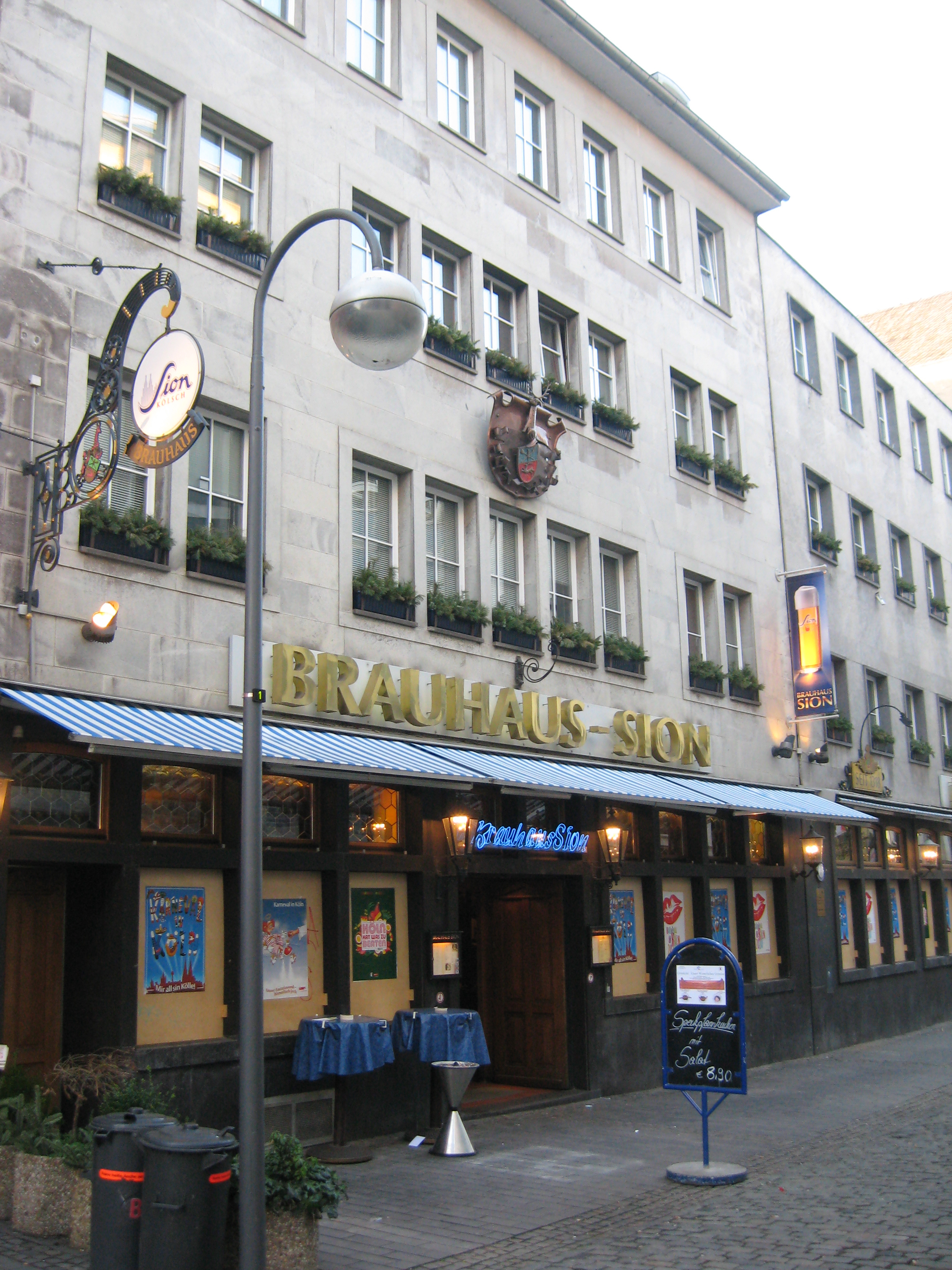
Brauhaus Sion mit geschützten Fenstern während des Kölner Rosenmontagszugs

Das Brauhaus Sion ist eine historische ehemalige Brauerei sowie heutige Gastwirtschaft in der Kölner Altstadt. Das Brauhaus führt die Tradition der im Jahre 1318 erstmals unter der Adresse „Unter Taschenmacher zu Köln“ erwähnten Schankwirtschaft an gleicher Stätte fort.

## Geschichte
1318 befand sich das Gebäude auf dem Bauplatz des heutigen Brauhauses Sion, Unter Taschenmacher Nr. 5, im Besitz des Bierbrauers Johannes Braxator; ein entsprechender Eintrag im Schreinsbuch von St. Laurenz aus dieser Zeit lautet: Domus Kusini, que modo Medebruyrs dic („Das Haus zu den Kusins, welches Medebruyrs genannt wird“). Gebraut wurde hier das sogenannte Medebier, das mit Kräutern und Honig versetzt wurde. Da das Braurecht zu dieser Zeit in Köln immer an das Haus gebunden war, ist gesichert davon auszugehen, dass im frühen 14. Jahrhundert Bier im damaligen Gebäude gebraut wurde. Die Handelsmarke „Sion“ bezieht sich heute auf diese „Haustradition seit 1318“.
Das Brauregister der Stadt Köln weist das Haus „Unter Taschenmacher Nr. 5“ für 1835 als Hausbrauerei des Brauers Christian Peter Herbertz aus, der an dieser Stätte bis 1852 Bier braute.
Adam Jüsgen folgte ihm bis 1879 und dessen Sohn Joseph setzte die Brautradition bis 1885 fort. Der Brauer Louis Kivernagel führte die Hausbrauerei und Schankwirtschaft danach bis 1895.

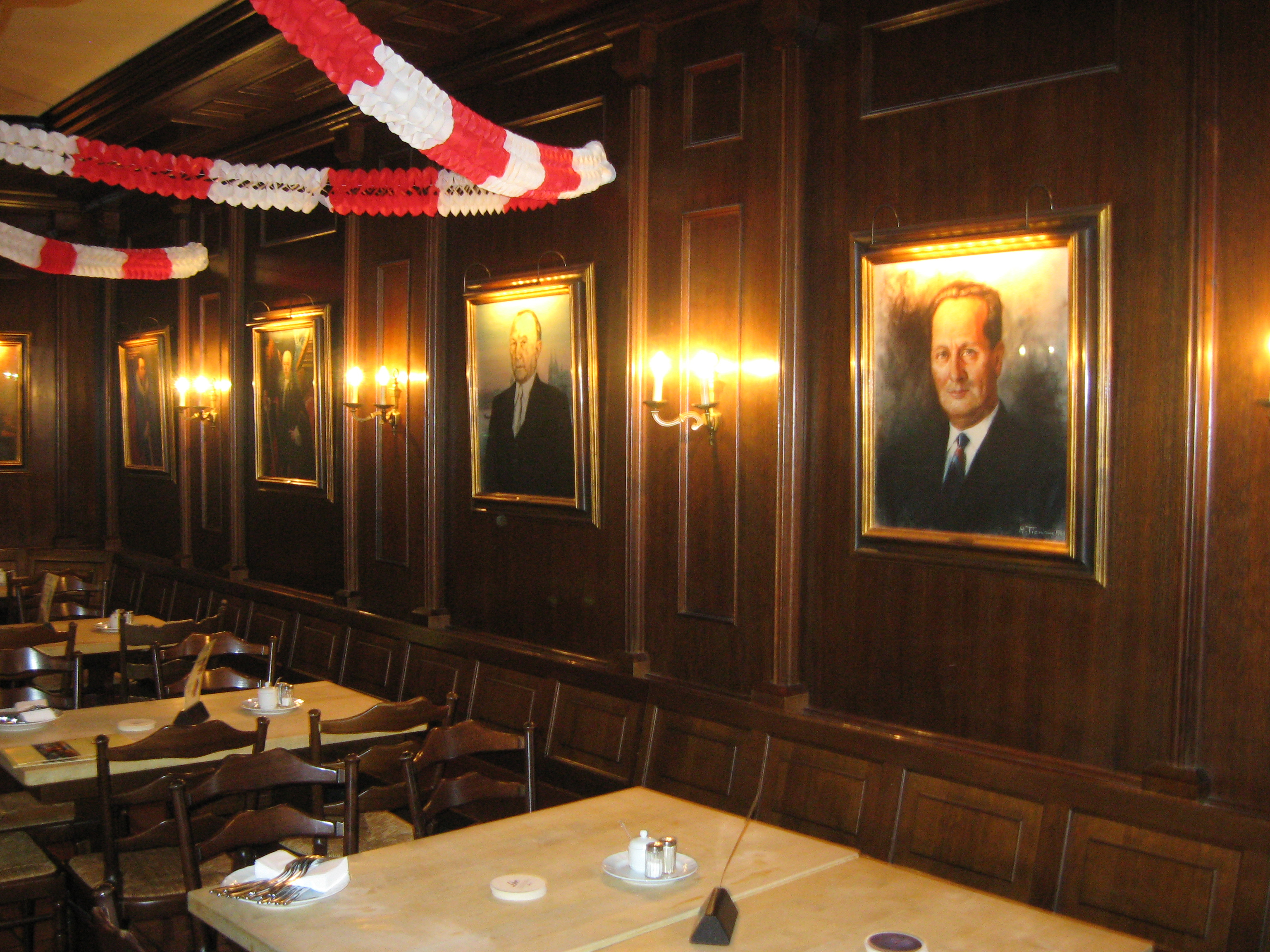
Ratsstube

Nachdem Anton Vetten die Brauerei bis 1901 geleitet hatte, kehrte die Familie Jüsgen, mit Jean Jüsgen, bis 1904 in den vormaligen Familienbraubetrieb zurück. Jüsgen benannte seine Hausbrauerei zu dieser Zeit in „Dombrauerei“ und das Brauhaus in „Dombräues“ um. Im Anschluss übernahm Josef Schwartz, der Eigentümer der Brauerei zur Malzmühle, bis 1912 das Haus.
Jean Sion, der aus einer Brauerfamilie in der Eifel stammte, übernahm die Hausbrauerei bis zu seinem Tod 1915; seine Erbengemeinschaft folgte als Eigentümer bis 1928.
Georg Risch, der Ehemann der Witwe des Brauers Jean Sion, führte den Betrieb bis 1936 fort. In diesem Jahr übernahm Hans Sion die Brauerei sowie das im Gebäude befindliche Brauhaus. Das Brauhaus durfte Ende der 1930er Jahre nicht mehr „Dombräues“ genannt werden, da die Hirsch-Brauerei aus Bayenthal (damals mit der Marke „Dom-Pils“) gegen den Namen erfolgreich geklagt hatte. Durch Bombentreffer am 31. Mai 1942 wurde die Hausbrauerei weitgehend zerstört und war während des Zweiten Weltkrieges nicht mehr nutzbar. Die völlige Zerstörung des Gebäudes erfolgte zu Ende des Krieges. Hans Sion ließ das Haus danach wieder aufbauen und firmierte unter dem heutigen Namen „Brauhaus Sion“. Der Braubetrieb dieser vormaligen Hausbrauerei wurde im Gebäude nicht wieder aufgenommen, das Bier der Traditionsmarke wurde als Lohnbräu in anderen Kölner Brauereien, seit 1993 neben anderen Marken in der Bergischen Löwenbrauerei in Köln-Mülheim des Kölner Verbundes, hergestellt. Seit dem Tod von Hans Sion 1998 führt sein Sohn Hans Georg Sion das Brau- und ursprüngliche Stammhaus der Sion-Kölsch-Brauerei. Das Brauhaus Sion umfasst heute den Gebäudekomplex „Unter Taschenmacher Nr. 3–11“ und bietet Sitzplätze für circa 600 Gäste.
Das Brauhaus Sion am Kölner Alter Markt ist eine der historischen Stationen des Kölner Brauhauswanderwegs, die vom Brauer Hans Sion – zusammen mit dem Schriftsteller Franz Mathar und der Hans-Sion-Stiftung – 1997 initiiert wurde.

## Galerie

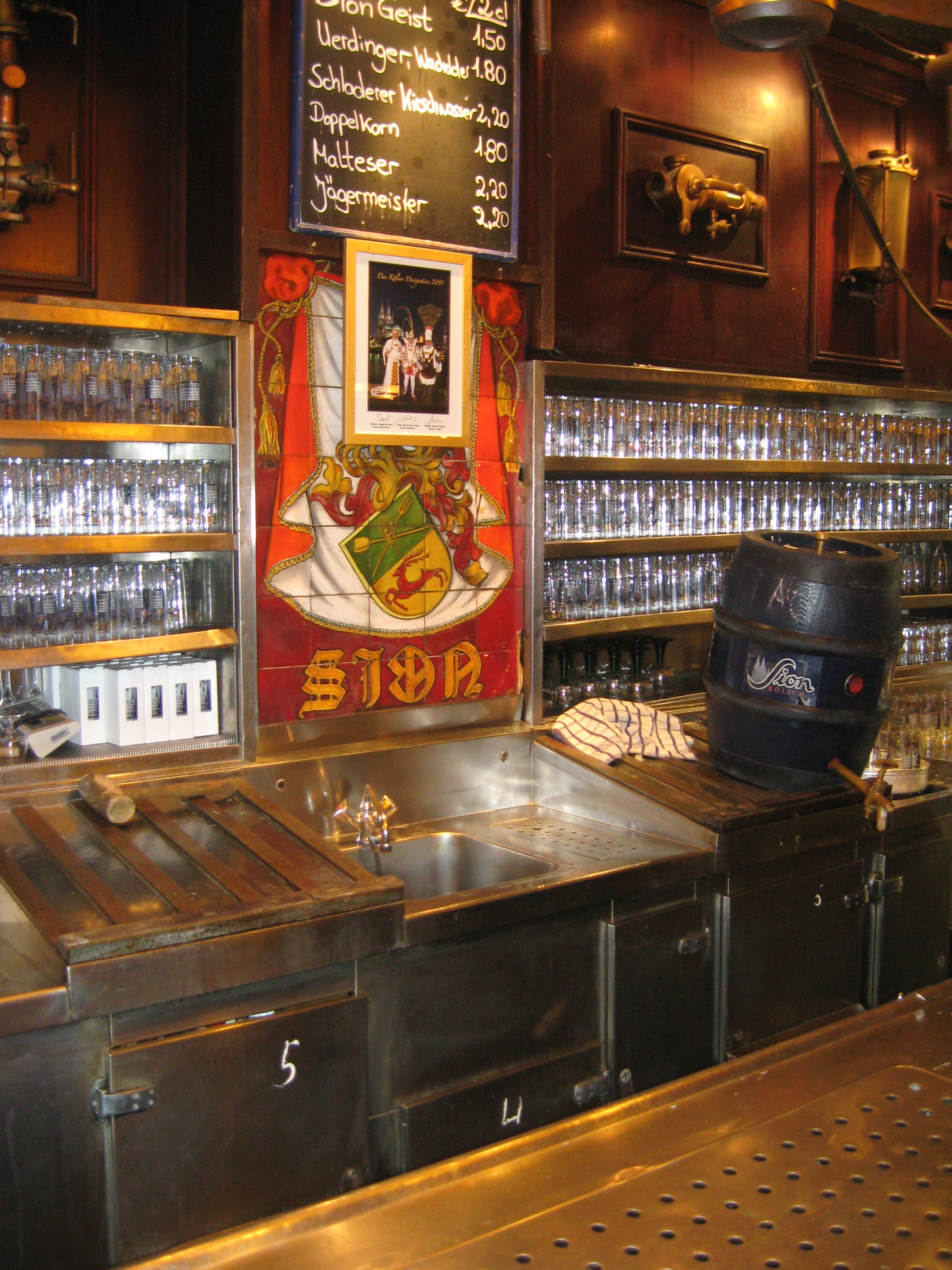
Theke
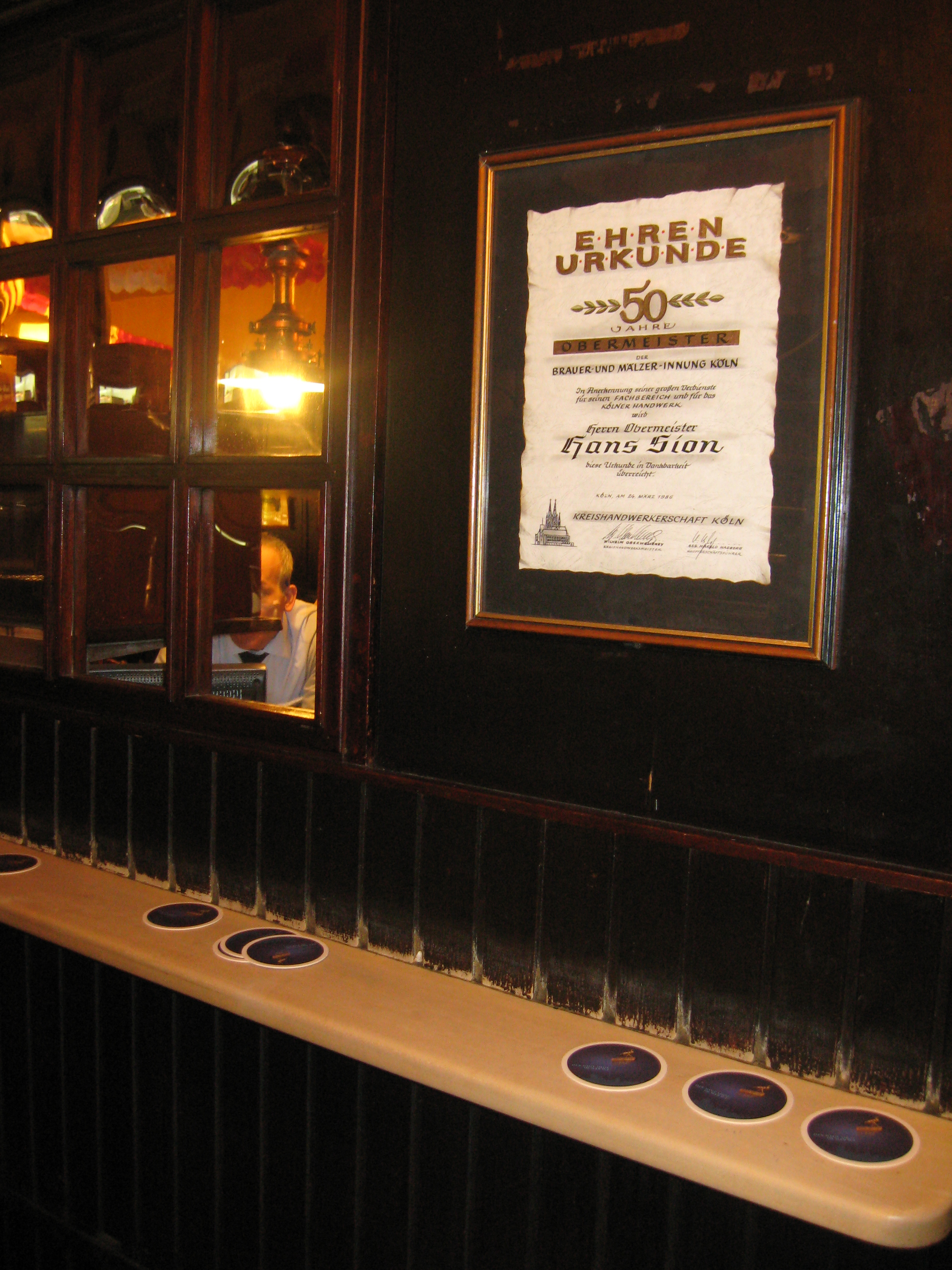
Detail im Thekenbereich
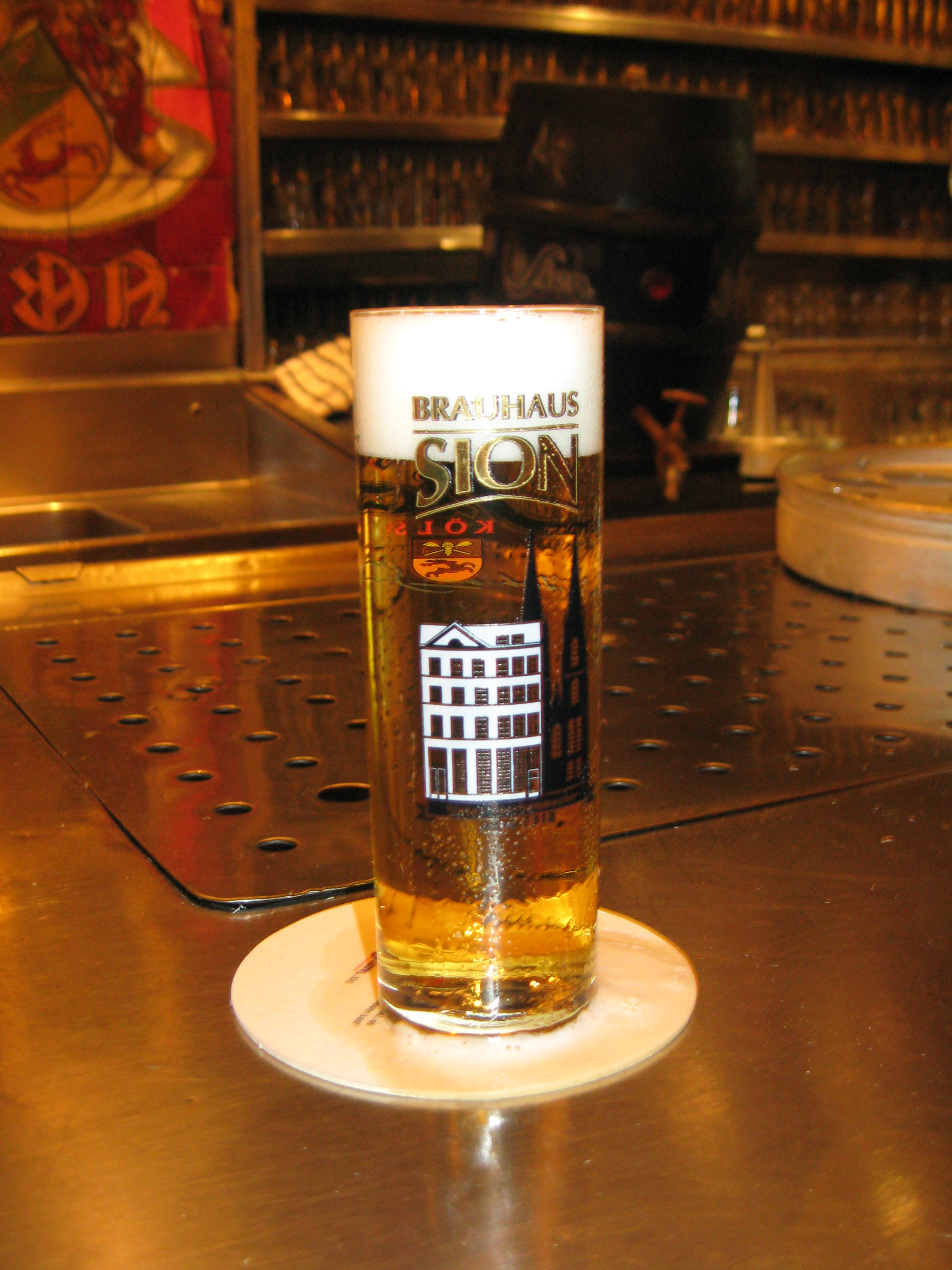
Sion-Kölsch vom Fass
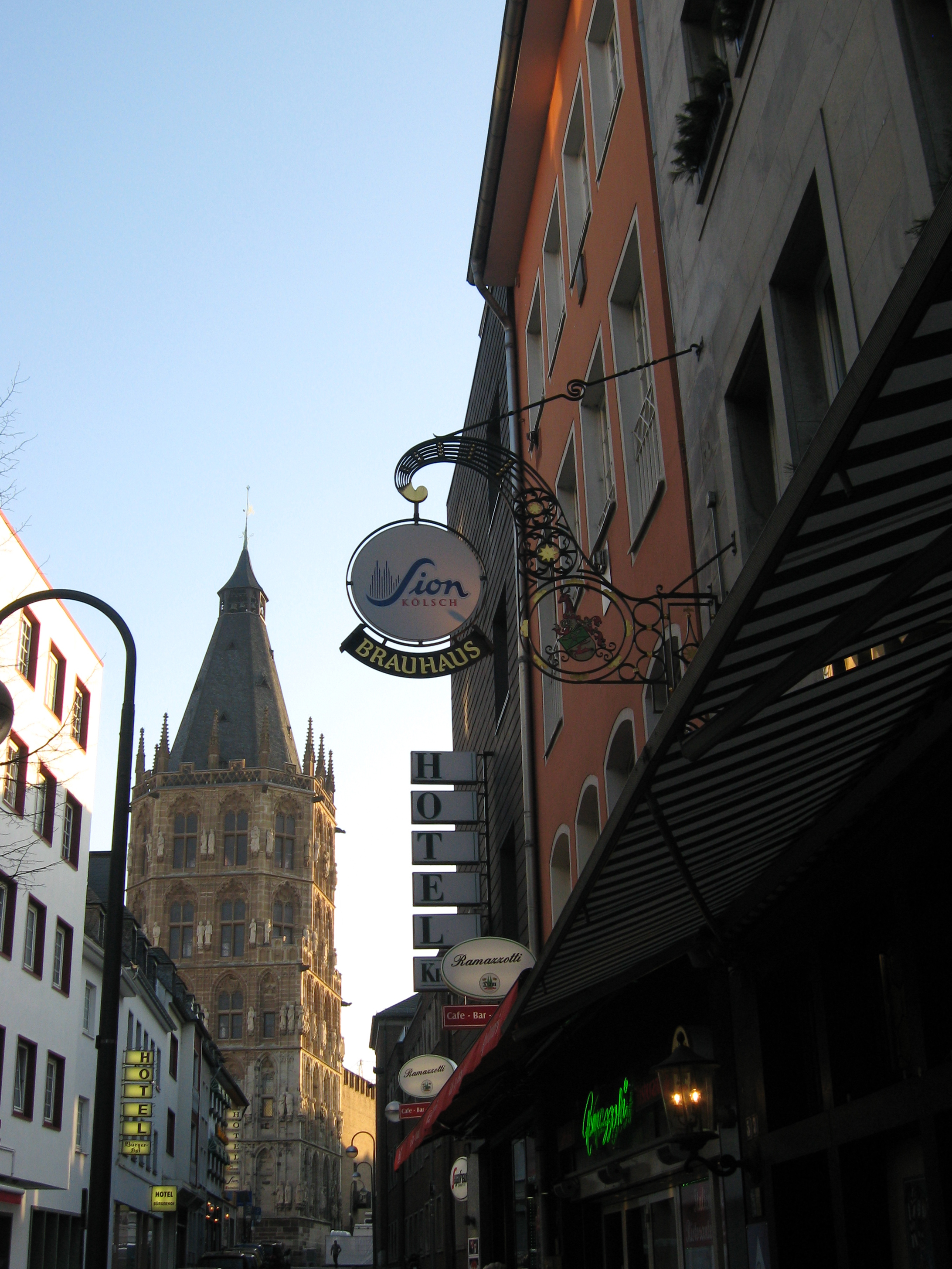
Brauhausschild, mit Rathaus im Hintergrund

## Speisen
Das Brauhaus Sion bietet überwiegend Spezialitäten der regionalen Rheinischen Küche an. Zum Sion-Kölsch vom Fass werden auch Kleinigkeiten gereicht, wie Halver Hahn, Rievkoche oder Kölscher Kaviar.